# Bao Yunzhen
Bao Yunzhen (包韞珍; Bāo Yùnzhēn), död 1854, var en kinesisk diktare. 
Hon var dotter till ämbetsmannen Bao Houqing. Hon visade tidigt talang och började skriva dikter vid 14 års ålder, men hennes far lärde henne att okunnighet var en kvinnas dygd och att kunskap och lycka inte kunde kombineras, och hon upphörde då länge med sitt skrivande. Hon återupptog det dock senare och utbildades av sin morfar. Vid hennes fars död ruinerades familjen, och för att försörja sin mor gifte hon sig med Zhuang Bingzhao. Äktenskapet var olyckligt, och hon övergav maken och levde sedan med sin mor i fattigdom. 
Hennes samlade verk utgavs som Jinglü xuan shicun ("Dikter från Jinglüpaviljongen"). Hennes dikter ingick också i andra publicerade poesisamlingar. Hennes verk speglar den depression hon led av, och den frustration utbildning hade gett henne som kvinna, då hon inte kunde använda den till något.